# Communauté de communes du Pays d'Anglure
La communauté de communes du Pays d'Anglure est une ancienne communauté de communes française, située dans le département de la Marne et la région Grand Est.

## Historique
La communauté de communes du Pays d'Anglure a été créée le 31 décembre 2001 se substituant au District d'Anglure créé le 9 novembre 1990.
Au regroupement des 16 communes d'origine s'ajoutèrent :
- Potangis le 16 janvier 2003 ;
- Courcemain le 1er janvier 2010 ;
- Saint-Quentin-le-Verger et Baudement le 1er janvier 2014.

Conformément aux prévisions du schéma départemental de coopération intercommunale (SDCI) de la Marne du 30 mars 2016, la communauté de communes fusionne le 1er janvier 2017 avec les communautés des « Coteaux Sézannais » (23 communes)) et des « Portes de Champagne » (19 communes) pour créer la nouvelle communauté de communes de Sézanne-Sud Ouest Marnais.

## Administration

### Siège
Promenade de l'Aube, 51260 Anglure.

### Liste des présidents
| Période                                  | Période       | Identité         | Étiquette | Qualité                            |
| ---------------------------------------- | ------------- | ---------------- | --------- | ---------------------------------- |
| Les données manquantes sont à compléter. |               |                  |           |                                    |
| ?                                        | décembre 2016 | Bernard Champion | DVD       | Maire d'Allemanche-Launay-et-Soyer |

## Composition
Elle était composée de vingt communes, dont la principale est Anglure le 1er janvier 2016:
| Nom                        | Code Insee | Gentilé                     | Superficie (km2) | Population (dernière pop. légale) | Densité (hab./km2) |
| -------------------------- | ---------- | --------------------------- | ---------------- | --------------------------------- | ------------------ |
| Anglure (siège)            | 51009      | Angluriots                  | 8,05             | 849 (2014)                        | 105                |
| Allemanche-Launay-et-Soyer | 51004      | Allemanchots                | 15,24            | 101 (2014)                        | 6,6                |
| Bagneux                    | 51032      | Bagnolais                   | 13,80            | 477 (2014)                        | 35                 |
| Baudement                  | 51041      | Baudementois                | 8,57             | 114 (2014)                        | 13                 |
| Clesles                    | 51155      | Clellions                   | 13,26            | 626 (2014)                        | 47                 |
| Conflans-sur-Seine         | 51162      | Conflantois                 | 6,14             | 667 (2014)                        | 109                |
| Courcemain                 | 51182      | Courcemiaux                 | 9,96             | 114 (2014)                        | 11                 |
| Esclavolles-Lurey          | 51234      | Escavolliers                | 9,47             | 596 (2014)                        | 63                 |
| Granges-sur-Aube           | 51279      | Grangiots                   | 8,06             | 187 (2014)                        | 23                 |
| La Celle-sous-Chantemerle  | 51103      | Celliers                    | 12,03            | 159 (2014)                        | 13                 |
| La Chapelle-Lasson         | 51127      |                             | 15,04            | 85 (2014)                         | 5,7                |
| Marcilly-sur-Seine         | 51343      | Marcillons                  | 10,01            | 641 (2014)                        | 64                 |
| Marsangis                  | 51353      |                             | 6,74             | 53 (2014)                         | 7,9                |
| Potangis                   | 51443      | Potangiens                  | 8,87             | 111 (2014)                        | 13                 |
| Saron-sur-Aube             | 51524      | Saronois                    | 16,43            | 298 (2014)                        | 18                 |
| Saint-Just-Sauvage         | 51492      | Saint-Justois et Sauvageons | 17,74            | 1 510 (2014)                      | 85                 |
| Saint-Quentin-le-Verger    | 51511      | Saint-Quentinois            | 10,63            | 118 (2014)                        | 11                 |
| Saint-Saturnin             | 51516      | Saturniniens                | 7,96             | 58 (2014)                         | 7,3                |
| Villiers-aux-Corneilles    | 51642      | Villerans                   | 5,88             | 104 (2014)                        | 18                 |
| Vouarces                   | 51652      | Vouarciots                  | 5,96             | 74 (2014)                         | 12                 |

## Compétences
Nombre total de compétences exercées en 2016 : 21